# 嚴紘
嚴紘（1467年—？），字仲周，號石巖，應天府江浦縣人，明朝政治人物。

## 生平
弘治八年（1495年）乙卯科應天府鄉試第一百十二名，弘治十五年（1502年）壬戌科会试六十七名，三甲八十一名進士。由浙江归安知县，擢陕西道监察御史，迁南昌府知府。以江西按察副使，备兵九江。隨王守仁平宸濠之亂有功。嘉靖四年（1525年）官江西左布政使。

## 家族
曾祖嚴福一；祖父嚴真；父嚴良，曾任紀善。母湯氏。慈侍下。兄嚴維。弟嚴繡、嚴統